# Опадчий, Фёдор Фёдорович
Фёдор Фёдорович Опа́дчий (1 [14] января 1907; село Ротовка, Курская губерния — 10 апреля 1996, Москва) — Герой Советского Союза (7 февраля 1957), заслуженный лётчик-испытатель СССР (17 февраля 1959), лауреат Ленинской премии (1957), полковник (1948).

## Биография
Родился 1 (14) января 1907 года в селе Ротовка ныне Путивльского района Сумской области (Украина). Украинец. В 1920 году окончил 4 класса сельской школы, в 1925 году — профтехшколу в городе Глухов (Сумская область). Работал слесарем-механиком на сахарном заводе на хуторе Михайловский (ныне — город Дружба Ямпольского района Сумской области) и в селе Ракитное.
В армии с октября 1929 года. До февраля 1930 года служил красноармейцем в 6-м авиапарке (в Ленинградском военном округе). В 1931 году окончил Гатчинскую военную авиационную школу, был оставлен в ней лётчиком-инструктором. В 1932—1933 — лётчик-инструктор Луганской военной авиационной школы лётчиков. С марта 1933 года служил в строевых частях ВВС (в Московском военном округе).
С июня 1936 года по август 1943 года — лётчик-испытатель Научно-испытательного института ВВС. В июне-июле 1941 года провёл госиспытания бомбардировщика АНТ-58, ставшего прообразом известного бомбардировщика Ту-2. Участвовал в госиспытаниях бомбардировщиков СБ и ДБ-3, отрабатывал бомбометание с пикирования.
Участник советско-финляндской войны: в декабре 1939-марте 1940 — командир авиаэскадрильи 85-го бомбардировочного авиационного полка. Совершил 21 боевой вылет на бомбардировщике ДБ-3. Одним из первых применил в боевых условиях бомбометание с пикирования.
Участник Великой Отечественной войны: в июле-августе 1941 — заместитель командира 410-го бомбардировочного авиационного полка (Западный фронт), сформированного из лётчиков-испытателей Научно-испытательного института ВВС. Участвовал в оборонительных боях на Западном направлении. Совершил 9 боевых вылетов на бомбардировщике Пе-2. В сентябре 1941 года занимался формированием 187-й отдельной корректировочно-разведывательной авиаэскадрильи, состоящей из самолётов немецкого производства и советских самолётов. После тяжёлой аварии на самолёте длительное время находился на излечении и смог вернуться к испытательной работе только в мае 1942 года.
С августа 1943 года по январь 1946 года — лётчик-испытатель Опытного конструкторского бюро (ОКБ) В. М. Мясищева. Поднял в небо и провёл испытания опытных самолётов ДВБ-102 с моторами М-71ТК-3 (1944—1945), ДБ-108 (1945), ДИС с моторами ВК-107А (1945).
С января 1946 года по 1951 год — лётчик-испытатель ОКБ А. Н. Туполева. Поднял в небо и провёл испытания самолётов Ту-2Т, Ту-70, Ту-14, Ту-18, Ту-80. Принимал участие в испытаниях Ту-2 с моторами АШ-83, Ту-8, Ту-7, Ту-4Т, Ту-4К, Ту-4Ш, Ту-4Д, Ту-14Р, Ту-10, Ту-82.
С 1951 года по декабрь 1957 года — лётчик-испытатель ОКБ В. М. Мясищева. Поднял в небо и провёл испытания опытного самолёта ШР (в 1952 году), стратегического реактивного бомбардировщика М-4 (в 1953—1955 годах). Участвовал в испытаниях реактивного стратегического бомбардировщика 3М.
За мужество и героизм, проявленные при испытаниях новой авиационной техники, указом Президиума Верховного Совета СССР от 7 февраля 1957 года полковнику Опадчему Фёдору Фёдоровичу было присвоено звание Героя Советского Союза с вручением ордена Ленина и медали «Золотая Звезда». 17 февраля 1959 года в числе первых он был удостоен почётного звания «Заслуженный лётчик-испытатель СССР». В 1957 году за проведение испытаний стратегического бомбардировщика М-4 был удостоен Ленинской премии.
С декабря 1957 года полковник Ф. Ф. Опадчий находился в запасе. До 1960 года работал методистом в ОКБ В. М. Мясищева.
Жил в Москве. Умер 10 апреля 1996 года. Похоронен на кладбище «Ракитки».

## Награды и премии
- Герой Советского Союза (7.02.1957);
- два ордена Ленина (26.10.1955, 7.02.1957);
- пять орденов Красного Знамени (7.04.1940, 8.08.1947, 31.07.1948, 15.11.1950, 14.08.1957);
- два ордена Отечественной войны 1-й степени (19.08.1944, 11.03.1985);
- два ордена Красной Звезды (27.05.1939, 3.11.1944);
- медали.
- Ленинская премия (1957).

## Почётные звания
- Заслуженный лётчик-испытатель СССР (17.02.1959).

## Память
В городе Глухове на здании бывшей профтехшколы, в которой учился Ф. Ф. Опадчий, установлена мемориальная доска.